# Seznam ameriških striparjev
Seznam ameriških striparjev.

## A
Charles Addams - Gene Ahern - Brad Anderson (stripar) - 

## B
Carl Barks - Richard Bassford - Clay Bennett - Steve Benson - Herblock - Bob Montana - Ruben Bolling - Henry Peter Bosse - Ivan Brunetti - 

## C
John Callahan (stripar) - John Churchill Chase - Roz Chast - Chester Commodore - Paul Conrad - Robert Crumb - Howard Cruse - 

## D
Jay Norwood Darling - Homer Davenport - David Craig Simpson - Jack Davis (stripar) - Kim Deitch - Derf - Walt Disney - Dennis Driscoll - Mort Drucker - Gary Dumm - Frank Stack - Bob Dunn (stripar) - 

## E
Will Eisner - 

## F
Jules Feiffer - Mark Fiore - George Fisher (stripar) - James Montgomery Flagg - Shary Flenniken - Gary Friedrich - 

## G
Dorothy Gambrell - Cayetano Garza - Brian Giovannini - Randy Glasbergen - Len Glasser - Rube Goldberg - Larry Gonick - Justin Green - Bob Gregory - Bill Griffith - 

## H
Marc Hempel - Syd Hoff - Bill Holbrook - David Horsey - Kin Hubbard - 

## I
David Lee Ingersoll - 

## J
Jimmy Johnson (stripar) - Win Jones - 

## K
Bruce Eric Kaplan - Hank Ketcham - B. Kliban - Keith Knight - Warren Kremer - Peter Kuper - Michael Kupperman - Harvey Kurtzman - 

## L
David Lapham - Gary Larson - John LeRoux - Bruce Lewis - Stan Lynde - 

## M
Jeff MacNelly - Don Martin - Bill Mauldin - Scott McCloud - Dale Messick - Mike Peters - Willard Mullin - 

## N
Thomas Nast - 

## O
Frederick Burr Opper - Joe Orlando - 

## P
Paul Palnik - Virgil Franklin Partch - Paul Tibbitt - Dan Piraro - George Price (stripar) - 

## R
Ted Rall - Brian Ralph - David Rees (stripar) - Robert Ripley - Spain Rodriguez - 

## S
Dr. Seuss - Gilbert Shelton - Jamie Smith - Jeff Smith (stripar) - Jen Sorensen - Art Spiegelman - William Steig - Saul Steinberg - Tony Strobl - James Swinnerton - Arthur Szyk - 

## T
Ann Telnaes - James Thurber - Tom Toles - Tom Richmond - Tom Tomorrow - Carol Tyler - 

## W
Lynd Ward - Chris Ware - Bill Watterson - Lauren Weinstein (ilustrator) - Dirk West - Gahan Wilson - Judd Winick - Basil Wolverton - Wally Wood - Dennis Worden - Bill Wray -

## Y
Lyman Young - 

## Z
Zeke Zekley - 